# Musée de l'Académie étrusque de Cortone
Le musée de l'Académie étrusque de Cortone (MAEC, en italien : Museo dell'Accademia Etrusca e della Città di Cortona), est le musée étrusque de la ville de Cortone, en Toscane.
Il est situé dans le Palazzo Casali, qui accueillait auparavant le Museo della Città Etrusca e Romana di Cortona, ensuite réuni au Museo dell’Accademia Etrusca (datant de 1727 à la suite du legs de l'abbé Onofrio Baldelli de sa collection et de sa bibliothèque), puis fondé en MAEC (Museo dell’Accademia Etrusca e della Città di Cortona).
Malgré son nom précis, dû au passé historique de la ville, le musée n'est pas exclusivement consacré aux vestiges étrusques. On remarquera malgré tout le lustre étrusque à 16 brûleurs à figuration d'Achéloüs et de dauphins ainsi que la Tabula Cortonensis, une plaque en bronze en huit morceaux gravée d'un texte étrusque, découverte en 1992.

## Collections
Parmi les œuvres de l'époque baroque, à noter le tableau de la Vierge et des saints (1626-1628), huile sur toile de Pierre de Cortone, 280 × 170 cm.

### Articles liés
- Aire archéologique de Cortone
- Académie étrusque de Cortone